# Thành ủy Hà Nội
Thành ủy (Ban Chấp hành Đảng bộ thành phố) Hà Nội là cơ quan lãnh đạo cao nhất của Đảng bộ thành phố Hà Nội giữa hai kỳ Đại hội, có chức năng lãnh đạo thực hiện nghị quyết đại hội đại biểu đảng bộ thành phố; các chủ trương, nghị quyết, chỉ thị của Trung ương và chính sách, pháp luật của Nhà nước; đề xuất, kiến nghị Bộ Chính trị, Ban Bí thư những vấn đề có liên quan đến sự lãnh đạo của Trung ương đối với địa phương.
Đứng đầu Thành ủy là Bí thư Thành ủy Hà Nội kiêm Bí thư Đảng ủy Bộ Tư lệnh Thủ đô và thường là Ủy viên Bộ Chính trị.

## Lịch sử
Thành ủy Hà Nội được thành lập ngay sau khi Đảng Cộng sản Việt Nam ra đời. Ngày 17/3/1930 tại số nhà 42 phố Hàng Thiếc, dưới sự lãnh đạo của Lâm thời Chấp ủy Bắc Kỳ, Thành ủy lâm thời Hà Nội được thành lập gồm Đỗ Ngọc Du, Nguyễn Ngọc Vũ và Lều Thọ Nam do Đỗ Ngọc Du làm Bí thư. Cuối tháng 4-1930, Đỗ Ngọc Du, Bí thư Thành ủy lâm thời được Trung ương điều đi công tác ở nước ngoài. Tháng 6-1930, Trần Văn Lan, Ủy viên Trung ương Đảng triệu tập cuộc họp ở số 177 phố Hàng Bông để tổ chức lại Thành ủy. Thành ủy Hà Nội được chính thức thành lập do Nguyễn Ngọc Vũ làm Bí thư cùng hai ủy viên là Lê Đình Tuyển và Đỗ Danh Cưu. Văn phòng Thành ủy do Tạ Quang Sần phụ trách.
Thực hiện chủ trương của Xứ Ủy Bắc kỳ, Thành ủy đã tổ chức Đội tuyên truyền xung phong gồm các ông Lê Đình Tuyển, Đinh Xuân Nhạ (Trần Quý Kiên, Dương Văn Ty), Giang Đức Cường. Đội đã cùng với một số đảng viên là người của Hà Đông - Sơn Tây thuộc tổ chức Đảng Hà Nội như các ông: Bùi Doãn Chân, Lều Thọ Nam, Hoàng Văn Năng... tích cực tuyên truyền, giáo dục lý tưởng cách mạng của Đảng trong các tầng lớp nhân dân, tập hợp quần chúng vào các đoàn thể, ủng hộ phong trào Xô Viết - Nghệ Tĩnh, mở rộng và phát triển cơ sở cách mạng không chỉ ở địa bàn Hà Nội mà còn ở cả một số vùng của Hà Đông và Sơn Tây. Có thể nói, đây chính là "tổ chức tiền thân" của Ban Tuyên huấn Thành ủy sau này.
Đảng bộ Hà Nội, chỉ trong 6 tháng cuối năm 1930, ba lần Trần Văn Lan (tức Giáp) Thường vụ Trung ương Đảng trực tiếp phụ trách phong trào Hà Nội phải lập lại Thành uỷ. Nhiều cán bộ lãnh đạo Thành uỷ, nhiều đảng viên và quần chúng trung kiên bị bắt Lê Đình Tuyển, Đặng Xuân Khu, Trần Quý Kiên (Đinh Xuân Nhạ), Giang Đức Cường, Hoàng Ngọc Bảo... Ngày 6/12/1930, Nguyễn Ngọc Vũ cũng bị địch bắt.
Trong giai đoạn từ 1931-1932 Thành ủy bị thực dân Pháp khủng bố, truy lùng ráo riết. Các thành viên bị bắt hoặc phải rút về hoạt động bí mật tại nhiều nơi.
Tháng 8/1936 ba đồng chí Nguyễn Văn Cừ, Trần Quý Kiên (Đinh Xuân Nhạ) và Nguyễn Văn Minh đã họp tại một địa điểm thuộc huyện Gia Lâm, Hà Nội, thành lập ra cơ quan lãnh đạo lâm thời của Xứ Ủy Bắc Kỳ và Thành Ủy Hà Nội lấy tên là Ủy Ban Sáng Kiến.
Tháng 3/1937, tại Hà Nội, Xứ Ủy Bắc Kỳ chính thức lập lại gồm các thành viên: Hoàng Tú Hưu, Nguyễn Văn Cừ, Nguyễn Văn Minh, Lương Khánh Thiện, Trần Quý Kiên , Đặng Xuân Khu (Trường Chinh), Tô Hiệu, Hạ Bá Cang (Hoàng Quốc Việt)....
Tháng 3/1937, Thành uỷ Hà Nội cũng tái lập do Lương Khánh Thiện, Thường vụ Xứ Ủy Bắc kỳ trực tiếp làm Bí thư. Thành ủy có các ủy viên : Trần Quý Kiên (Xứ Uỷ Viên Bắc Kỳ - Ủy Viên Thường Vụ Thành Ủy - phụ trách tổ chức) , Nguyễn Văn Phúc, Nguyễn Mạnh Đạt, Tạ Quang Sần, Nguyễn Trọng Cảnh (Trần Quốc Hoàn)...
Năm 1938, cơ quan lãnh đạo của Thành Ủy Hà Nội được kiện toàn (hoàn thiện đầy đủ bộ máy) đồng chí  Trần Quý Kiên (Đinh xuân Nhạ) lúc này là Thường vụ Xứ Ủy Bắc Kỳ được phân công làm Bí Thư Thành Ủy Hà Nội bao gồm cả hai tỉnh Sơn Tây và Hà Đông. Đảng cũng bổ sung thêm hai đảng viên đang hoạt động từ phong trào công nhân là ông Nguyễn Văn Trân và ông Văn Tiến Dũng vào Thành ủy..
Đầu năm 1938, Trần Quý Kiên Thường vụ Xứ ủy, Bí thư Thành ủy Hà Nội đã trực tiếp về Đa Phúc công nhận Chi bộ "dự bị" Đa Phúc - Sơn Tây do đồng chí Phan Trọng Tuệ là bí thư thành chi bộ "chính thức" của Đảng. Tổ Cộng sản ở Đa Phúc, Sài Sơn, Quốc Oai ra đời có ý nghĩa rất lớn tạo điều kiện thúc đẩy phong trào cách mạng ở huyện Quốc Oai, các huyện trên địa bàn tỉnh Sơn Tây, Hà Đông, Hà Nội...
Ngày 15-5-1938, đồng chí Trần Quý Kiên thay mặt Xứ ủy Bắc Kỳ và Thành Ủy Hà Nội về La Cả tổ chức kết nạp 3 quần chúng được đồng chí Hoàng Văn Nọn (Hoàng Tú Hưu, Hoàng Lương Hữu) phát triển từ trước đó là : Dương Nhật Đại (La cả), Nguyễn Quý Bình (Đại Mỗ), Ngô Văn Phát (Thượng Cát) vào Đảng, thành lập "chi bộ ghép" do ông  Dương Nhật Đại làm Bí thư. Xứ ủy giao nhiệm vụ cho chi bộ lãnh đạo phong trào toàn tỉnh, đồng thời lập Ban vận động chuẩn bị thành lập Đảng bộ tỉnh Hà Đông.
Tháng 7/1939 thực dân Pháp khủng bố gắt gao, chỉ trong 2 tháng chúng đã khám xét nhà và cơ quan, đồng thời bắt hụt Bí thư Thành ủy Hà Nội Trần Quý Kiên (Đinh Xuân nhạ) tới hai lần.
Tháng 9/1939 tổng bí thư Nguyễn Văn Cừ cử hai đồng chí  Trần Quý Kiên (Thường Vụ Xứ Ủy - Bí Thư Thành Ủy Hà Nội), Lương Khánh Thiện (Bí Thư Xứ Ủy Bắc Kỳ) chuyển sang phụ trách công tác xây dựng căn cứ bí mật của đảng tại chiến khu D (Phù Ninh-Phú Thọ). Đồng chí Nguyễn Mạnh Đạt (tức Lộc, Ái) làm Bí thư Thành Ủy Hà Nội thay Đinh Xuân Nhạ (Trần Quý Kiên ), Nguyễn Trọng Cảnh (tức Trần Quốc Hoàn) làm Phó Bí thư.
Tháng 3 năm 1940, ông Nguyễn Mạnh Đạt bị bắt.Thành Ủy liên tiếp bị phá. Bí Thư Thành Ủy thay đổi lần lượt: ông Nguyễn văn Ngọc và Nguyễn Văn Bi (Bi, Quốc Vàng) bị địch bắt. Ông Dương Nhật Đại (tức Tư Đại, Thạch Can) bị lộ chuyển công tác. tháng 1.1941 Lưu Đức Hiểu (tức Lưu Quyên) bị địch bắt. Xứ Ủy thành lập liên tỉnh A gồm Hà Nội-Hà Đông-Sơn Tây do Phan Trọng Tuệ làm Bí thư.
Tháng 5 năm 1941 một ban cán sự Đảng (chức năng như Thành Ủy) gồm 3 người do ông Vũ Biểu làm bí thư hoạt động chưa được bao lâu thì vỡ, Vũ Biểu bị bắt.Ban Cán Sự bị vỡ.
Tháng 8 năm 1941 một ban cán sự Đảng mới do Đào Duy Dếnh (tức Đào Phan) làm Bí Thư, đến tháng 4 năm 1942, ông bị bắt, ban Cán sự vỡ.
Tháng 6 năm 1942, Ban Thành uỷ lâm thời được thành lập do Phan Bá Quát (tức Địa) làm Bí thư. Tháng 11 năm 1942 Phan Bá Quát bị bắt, Xứ Ủy điều động ông Bạch Thành Phong Bí Thư tỉnh ủy Hà Đông ra Hà Nội bắt liên lạc lập lại Thành Ủy nhưng do bị theo dõi gắt gao và bắt hụt nên phải chuyển công tác. Đầu năm 1943, Xứ uỷ cử Nguyễn Thọ Chân, Bí thư Tỉnh uỷ Hà Đông ra Hà Nội lập Thành uỷ mới và trực tiếp làm Bí thư. Tháng 4 năm 1943, Bí thư Nguyễn Thọ Chân bị địch bắt. Tháng 4/1943, Xứ uỷ điều Lê Quang Đạo về Hà Nội lập Ban Cán sự Đảng Hà Nội gồm 3 người do Lê Quang Đạo làm Bí thư.
Tháng 2/1945 Ban Cán sự đổi thành Ban Thành ủy do Nguyễn Khang phụ trách Bí thư. Tháng 3/1945 Ban Thành ủy được kiện toàn chuẩn bị cách mạng tháng 8, Nguyễn Quyết được cử làm Bí thư. Ngày 25/8/1945, Thành uỷ Hà Nội được bổ sung thêm nhiều ủy viên mới, chỉ định Nguyễn Huy Khôi (tức Trần Quang Huy) làm Bí thư Thành uỷ, Nguyễn Quyết chuyển sang phụ trách quân sự.
Trong giai đoạn toàn quốc kháng chiến, cả nước được chia làm 12 chiến khu, Hà Nội là chiến khu XI nên Thành ủy trong thời gian này còn được gọi Khu ủy Khu XI.
Theo Nghị quyết của Liên khu uỷ III, Hà Nội sáp nhập với Hà Đông thành liên Tỉnh uỷ Lưỡng Hà. Ngày 10/5/1948, Liên Tỉnh uỷ Lưỡng Hà được thành lập do Lê Quang Đạo làm Bí thư. Tháng 7/1948, Đại hội Đại biểu Lưỡng Hà bầu Liên Tỉnh uỷ chính thức (gồm 10 uỷ viên chính thức và 2 uỷ viên dự khuyết) do Lê Quang Đạo làm Bí thư. Tháng 10/1948 trong tình hình mới Trung ương Đảng đã quyết định tách Hà Nội ra khỏi liên tỉnh Lưỡng Hà trực tiếp do Liên khu ủy III phụ trách.
Trong giai đoạn từ tháng 1/1949-12/1950 Thành ủy có tên gọi Đặc khu ủy Hà Nội để phù hợp với thời kỳ "Chuẩn bị chiến trường, tiến tới tổng phản công" theo quy định của Trung ương Đảng. Đầu năm 1951 lấy lại tên Thành ủy Hà Nội.
Từ tháng 8/1954-sau này tên gọi chính thức là Thành ủy Hà Nội.

## Chức năng, nhiệm vụ

### Một số nhiệm vụ chính
- Lãnh đạo cụ thể hóa nghị quyết đại hội đại biểu đảng bộ tỉnh; các chủ trương, nghị quyết của Trung ương.
- Lãnh đạo chính quyền địa phương thực hiện chức năng, nhiệm vụ, quyền hạn quản lý nhà nước theo quy định của pháp luật.
- Định hướng những vấn đề đặc biệt quan trọng do HĐND tỉnh quyết định.
- Lãnh đạo công tác dân vận; nâng cao vai trò giám sát và phản biện xã hội của Mặt trận Tổ quốc, các đoàn thể chính trị - xã hội và đại diện của nhân dân.
- Xác định mục tiêu, phương hướng, nhiệm vụ chủ yếu trong quy hoạch phát triển kinh tế - xã hội, kế hoạch dài hạn và trung hạn...
- Cho chủ trương về kinh tế - xã hội, ngân sách, đối ngoại...; chủ trương đầu tư các dự án của địa phương.
- Cho ý kiến về quy hoạch địa giới hành chính hoặc thành lập, sáp nhập, chia tách đơn vị hành chính theo quy định của pháp luật...
- Xác định nhiệm vụ trọng tâm, đột phá, các chương trình, dự án trọng điểm. Tổ chức triển khai thực hiện thí điểm các chủ trương, mô hình mới theo chỉ đạo của Trung ương.
- Định hướng hoặc quyết định theo thẩm quyền những vấn đề về xây dựng Đảng.
- Quyết định các vấn đề liên quan đến quản lý tài chính, tài sản của đảng bộ; xem xét, cho ý kiến về công tác tài chính đảng hằng năm và cuối nhiệm kỳ[14].

### Thành ủy, Ban Thường vụ, Thường trực Thành ủy làm việc theo nguyên tắc
- Chấp hành nghiêm Cương lĩnh, Điều lệ Đảng, các nghị quyết, chỉ thị của Trung ương, của Tỉnh ủy và nghị quyết đại hội đại biểu đảng bộ tỉnh.
- Tập trung dân chủ; tập thể lãnh đạo, cá nhân phụ trách; thiểu số phục tùng đa số, cấp dưới phục tùng cấp trên, cá nhân phục tùng tổ chức. Cá nhân được quyền phát biểu và bảo lưu ý kiến của mình, nhưng phải chấp hành nghị quyết của tập thể. Ý kiến bảo lưu có thể được phản ánh lên cấp trên, nhưng không được tuyên truyền, phổ biến ra bên ngoài.
- Nêu cao tính chủ động, sáng tạo, tự chịu trách nhiệm của mỗi cá nhân, nhất là người đứng đầu. Thực hiện phân cấp, phân quyền gắn với tăng cường kiểm tra, giám sát.

## Các Cơ quan, Đảng ủy trực thuộc
1. Đảng uỷ Các cơ quan Đảng TP
2. Đảng uỷ Ủy ban Nhân dân TP
3. Đảng ủy Hội đồng Nhân dân TP
4. Đảng ủy Mặt trận Tổ quốc Việt Nam TP
5. Văn phòng Thành ủy
6. Ban Tổ chức Thành ủy
7. Ban Nội chính Thành ủy
8. Ban Tuyên giáo và Dân vận Thành ủy
9. Ủy ban Kiểm tra Thành ủy
10. Đảng ủy Bộ Tư lệnh Thủ đô
11. Đảng ủy Công an TP
12. Trường Chính trị Lê Hồng Phong
13. Báo Hà Nội mới
14. Đảng ủy các phường: Hoàn Kiếm, Cửa Nam, Ba Đình, Ngọc Hà, Giảng Võ, Hai Bà Trưng, Vĩnh Tuy, Bạch Mai, Đống Đa, Kim Liên, Xuân Phương, Tây Mỗ, Văn Miếu - Quốc Tử Giám, Láng, Ô Chợ Dừa, Hồng Hà, Lĩnh Nam, Hoàng Mai, Vĩnh Hưng, Tương Mai, Định Công, Hoàng Liệt, Yên Sở, Thanh Xuân, Khương Đình, Phương Liệt, Cầu Giấy, Nghĩa Đô, Yên Hòa, Tây Hồ, Phú Thượng, Tây Tựu, Phú Diễn, Xuân Đỉnh, Đông Ngạc, Thượng Cát, Từ Liêm, Đại Mỗ, Long Biên, Bồ Đề, Việt Hưng, Phúc Lợi, Hà Đông, Dương Nội, Yên Nghĩa, Phú Lương, Kiến Hưng.
15. Đảng ủy các xã: Đông Anh, Thư Lâm, Phúc Thịnh, Thiên Lộc, Vĩnh Thanh, Sóc Sơn, Nội Bài, Kim Anh, Đa Phúc, Trung Giã, Mê Linh, Quang Minh, Yên Lãng, Tiến Thắng, Chương Mỹ, Phú Nghĩa, Xuân Mai, Trần Phú), Hoà Phú, Quảng Bị, Phúc Sơn, Hồng Sơn, Mỹ Đức, Hương Sơn, Quảng Oai, Vật Lại, Cổ Đô, Cẩm Đà, Suối Hai, Ba Vì, Yên Bài, Minh Châu, Hoài Đức, Dương Hoà, Sơn Đồng, An Khánh, Quốc Oai, Kiều Phú, Phú Cát, Hưng Đạo, Bình Minh, Tam Hưng, Thanh Oai, Dân Hòa, Phúc Lộc, Phúc Thọ, Hát Môn, Phù Đổng, Thuận An, Gia Lâm, Bát Tràng, Thạch Thất, Tây Phương, Hạ Bằng, Hòa Lạc, Yên Xuân, Phú Xuyên, Phượng Dực, Chuyên Mỹ, Đại Xuyên, Thanh Trì, Nam Phù, Ngọc Hồi, Đại Thanh, Tân Triều, Đan Phượng, Ô Diên, Liên Minh, Vân Đình, Ứng Thiên, Hòa Xá, Ứng Hòa, Sơn Tây, Tùng Thiện, Đoài Phương, Nhị Khê, Quất Động, Chương Dương, Hồng Vân.

## Thường trực Thành ủy

### Cơ cấu, nhiệm vụ chính
- Gồm Bí thư & Phó Bí thư Thành ủy.
- Chỉ đạo việc chuẩn bị và tổ chức thực hiện quy chế làm việc, chương trình làm việc toàn khóa của Thành ủy; Xây dựng và tổ chức thực hiện chương trình làm việc hằng năm, 6 tháng, hằng quý, hằng tháng của Ban Thường vụ Thành ủy, chương trình kiểm tra, giám sát hằng năm của Tỉnh ủy.
- Chỉ đạo giải quyết những công việc hằng ngày của đảng bộ, những vấn đề đột xuất nảy sinh giữa hai kỳ họp của Ban Thường vụ Thành ủy.
- Cho chủ trương thực hiện quy trình bổ nhiệm, giới thiệu ứng cử, điều động, thuyên chuyển, nghỉ hưu, thôi giữ chức vụ, miễn nhiệm, từ chức các chức danh thuộc diện Tỉnh ủy, Ban Thường vụ Tỉnh ủy quản lý trước khi trình Ban Thường vụ Thành ủy cho ý kiến.
- Cho ý kiến về bổ nhiệm, điều động, thuyên chuyển, nghỉ hưu, thôi giữ chức vụ, miễn nhiệm, từ chức của cán bộ thuộc quyền quản lý của đảng đoàn, ban cán sự đảng các cơ quan nhà nước hoặc tổ chức quần chúng đối với các trường hợp mà các tổ chức đảng thấy cần phải xin ý kiến thường trực cấp ủy trước khi quyết định.
- Chỉ đạo công tác phòng, chống tham nhũng, lãng phí.
- Cho ý kiến về chủ trương xử lý các vấn đề đột xuất có liên quan đến an ninh trên địa bàn, nhất là an ninh chính trị, tôn giáo, dân tộc. Chỉ đạo thực hiện nhiệm vụ quốc phòng, quân sự địa phương và trong chỉ đạo, chỉ huy các đơn vị quân đội đóng trên địa bàn.
- Cho ý kiến về chủ trương đầu tư một số dự án quan trọng theo quy định của Ban Thường vụ để UBND TP quyết định.

### Danh sách khóa XVII
| TT | Họ và tên         | Năm sinh | Chức vụ                                                                      | Nhiệm vụ, quyền hạn |
| -- | ----------------- | -------- | ---------------------------------------------------------------------------- | --- |
| 1  | Bùi Thị Minh Hoài | 1965     | Ủy viên Bộ Chính trị, Bí thư Thành ủy, Trưởng đoàn Đại biểu Quốc hội khóa XV | - Chủ trì các công việc của Thành ủy, Ban Thường vụ, Thường trực Thành ủy. - Chỉ đạo những đề án quan trọng. - Trực tiếp chỉ đạo những vấn đề cơ mật về quốc phòng, an ninh, đối ngoại, về công tác bảo vệ Đảng. - Chỉ đạo công tác xây dựng Đảng, xây dựng đội ngũ cán bộ chủ chốt. - Trực tiếp chỉ đạo công tác phòng, chống tham nhũng, lãng phí. - Chỉ đạo Phó Bí thư thường trực giải quyết công việc hằng ngày của đảng bộ. - Chỉ đạo Phó Bí thư Thành ủy phụ trách xây dựng tổ chức cơ sở đảng tổ chức triển khai thực hiện các chỉ đạo của Đảng liên quan đến công tác xây dựng cơ sở đảng trong sạch, vững mạnh. - Chỉ đạo Bí thư Đảng ủy kiêm Chủ tịch HĐND TP, Bí thư Đảng ủy kiêm Chủ tịch UBND TP, lãnh đạo Đảng ủy HĐND, Đảng ủy UBND TP tổ chức triển khai thực hiện các nghị quyết, chỉ thị của Đảng và của cấp ủy có liên quan đến công tác quản lý nhà nước ở địa phương. - Khi cần thiết, được yêu cầu các cơ quan, tổ chức đảng trực thuộc Thành ủy, các cán bộ, đảng viên báo cáo về việc thực hiện chức năng, nhiệm vụ được giao. - Ký các nghị quyết, chỉ thị, các văn bản của Thành ủy và Ban Thường vụ Thành ủy. - Trực tiếp phụ trách Đảng ủy Quân sự TP và Công an TP. |
| 2  | Trần Sỹ Thanh     | 1971     | Ủy viên Ban Chấp hành Trung ương Đảng, Phó Bí thư Thành ủy, Chủ tịch UBND TP | - Báo cáo với Bí thư, Thường trực Thành ủy về mọi hoạt động của Đảng ủy UBND TP. - Đề xuất những vấn đề thuộc trách nhiệm và phạm vi công tác của UBND cần báo cáo, xin ý kiến Thường trực, Ban Thường vụ Thành ủy. - Phối hợp với Phó bí thư thường trực, Bí thư Đảng ủy kiêm Chủ tịch HĐND TP trong xử lý công việc, bảo đảm sự thống nhất lãnh đạo, điều hành của Đảng. - Phối hợp với Phó bí thư phụ trách xây dựng tổ chức cơ sở đảng để xây dựng chính quyền cơ sở trong sạch, vững mạnh. - Chịu trách nhiệm trước Bí thư Thành ủy về toàn bộ hoạt động của UBND TP và của hệ thống cơ quan hành chính nhà nước ở địa phương. - Cùng với các Ủy viên Ban Thường vụ trong UBND chỉ đạo xây dựng bộ máy chính quyền địa phương. - Làm Bí thư Đảng ủy UBND TP; chỉ đạo tổ chức quán triệt và thực hiện chính sách, pháp luật của Nhà nước trong cán bộ, công chức và nhân dân. - Cụ thể hóa, tổ chức thực hiện và kiểm tra việc thực hiện các nghị quyết, chỉ thị, quyết định của Thành ủy, Ban Thường vụ, HĐND TP và của Chính phủ về những vấn đề kinh tế - xã hội, quốc phòng, an ninh, công tác xây dựng Đảng và công tác tổ chức, cán bộ thuộc quyền. - Chỉ đạo công tác quy hoạch, kế hoạch hằng năm và 5 năm; chỉ đạo xâu dựng các đề án cụ thể về kinh tế - xã hội và ngân sách, về quốc phòng, an ninh, về hợp tác, liên doanh, liên kết với nước ngoài... để đưa ra hội nghị Thành ủy, Ban Thường vụ, Thường trực Thành ủy thảo luận, quyết định. - Chịu trách nhiệm trước Bí thư Thành ủy về triển khai, tổ chức thực hiện công tác đấu tranh phòng, chống tham nhũng, lãng phí, giải quyết đơn, thư khiếu nại, tố cáo, cải cách hành chính, dân vận chính quyền. - Thực hiện báo cáo về tình hình kinh tế - xã hội, ngân sách, quốc phòng, an ninh trên địa bàn và các công việc chỉ đạo, điều hành chủ yếu của UBND cho Thường trực Thành ủy, Ban Thường vụ và cấp ủy theo định kỳ hoặc khi có yêu cầu. |
| 3  | Nguyễn Văn Phong  | 1968     | Phó Bí thư thường trực Thành ủy                                              | - Chịu trách nhiệm trước Bí thư Thành ủy chỉ đạo việc chuẩn bị, thẩm định dự thảo quy chế làm việc, chương trình làm việc, chương trình kiểm tra, giám sát hằng năm, tổ chức chỉ đạo việc thực hiện quy chế, các chương trình công tác đã đề ra. - Chịu trách nhiệm Bí thư Thành ủy điều hành hoạt động bộ máy đảng để giải quyết những công việc hằng ngày của đảng bộ. Trực tiếp giải quyết những công việc do Bí thư ủy nhiệm; thay mặt Bí thư khi Bí thư đi vắng. - Trực tiếp chỉ đạo hoạt động của các cơ quan chuyên trách tham mưu, giúp việc Thành ủy. - Làm Bí thư Đảng ủy các cơ quan Đảng TP, Phụ trách Văn phòng Thành ủy. - Chủ trì cùng với các Ủy viên Thường vụ phụ trách lĩnh vực xử lý những việc cần có sự phối hợp của nhiều cơ quan hoặc những việc do các Ủy viên Thường vụ phụ trách lĩnh vực đề nghị. - Chịu trách nhiệm trước Bí thư Thành ủy chỉ đạo một số nhiệm vụ cụ thể: công tác dân vận, đối ngoại, thi đua - khen thưởng, thẩm tra cán bộ, kê khai tài sản, thu nhập theo quy định của Đảng và Nhà nước. - Trực tiếp phụ trách công tác: ứng dụng công nghệ thông tin trong hệ thống đảng; công tác tài chính đảng, thực hiện chế độ thông tin, báo cáo, công tác lưu trữ, cơ yếu, giải quyết khiếu nại, tố cáo và bảo mật theo quy định. - Đề xuất những vấn đề cần quan tâm giải quyết thuộc các lĩnh vực, nhiệm vụ phụ trách. - Ký một số văn bản của Thành ủy, Ban Thường vụ theo quy chế làm việc của Thành ủy và sự phân công của Bí thư. |
| 4  | Nguyễn Ngọc Tuấn  | 1966     | Phó Bí thư Thành ủy, Chủ tịch HĐND TP                                        | - Chịu trách nhiệm trước Bí thư Thành ủy về mọi hoạt động của HĐND TP và của hệ thống HĐND các cấp ở địa phương. - Phối hợp với Phó Bí thư kiêm Chủ tịch UBND TP và cùng Thường trực HĐND TP chỉ đạo xây dựng bộ máy chính quyền địa phương trong sạch, vững mạnh. - Làm Bí thư Đảng ủy HĐND TP, chỉ đạo cụ thể hóa, tổ chức thực hiện và kiểm tra, giám sát việc thực hiện các nghị quyết, chỉ thị, quyết định của cấp ủy và của cơ quan nhà nước cấp trên liên quan đến hoạt động của HĐND TP. - Chỉ đạo việc lấy phiếu tín nhiệm và bỏ phiếu tín nhiệm đối với các chức danh do HĐND TP bầu theo quy định. - Chỉ đạo xây dựng chương trình hoạt động, chương trình giám sát hằng năm, chương trình các kỳ họp của hội đồng nhân dân. Những quyết định quan trọng của hội đồng nhân dân về kinh tế - xã hội, ngân sách, những vấn đề quan trọng khác của địa phương... cần xin ý kiến cấp ủy trước khi trình HĐND TP quyết định. - Báo cáo tình hình với Thường trực Thành ủy về hoạt động của Đảng đoàn HĐND và HĐND. - Đề xuất những vấn đề thuộc trách nhiệm và phạm vi công tác của HĐND cần báo cáo, xin ý kiến tập thể Thường trực Thành ủy. |

## Ban Thường vụ Thành ủy

### Cơ cấu
- Bí thư & Phó Bí thư Thành ủy
- Chủ nhiệm Ủy ban Kiểm tra Thành ủy; Trưởng ban: Tổ chức, Nội chính, Tuyên giáo, Dân vận Thành ủy
- Phó Chủ tịch thường trực UBND, HĐND TP[16]
- Tư lệnh Bộ Tư lệnh Thủ đô, Giám đốc Công an TP
- Người phụ trách cơ quan, lĩnh vực, địa bàn quan trọng.

### Chức năng
- Là cơ quan lãnh đạo giữa hai kỳ họp của Thành ủy, có chức năng lãnh đạo và kiểm tra, giám sát việc thực hiện nghị quyết của đại hội đại biểu tỉnh; nghị quyết, chỉ thị của Thành uy và của Trung ương.
- Quyết định chủ trương về công tác tổ chức, cán bộ.
- Quyết định triệu tập và chuẩn bị nội dung các kỳ họp của Thành ủy; đề xuất, kiến nghị Bộ Chính trị, Ban Bí thư và Tỉnh ủy những vấn đề có liên quan đến sự lãnh đạo của Trung ương và của cấp ủy cấp tỉnh đối với địa phương.
- Phối hợp với các cơ quan, tổ chức có liên quan trong thực hiện nhiệm vụ chính trị được giao.

### Danh sách khóa XVII
| STT | Họ, tên                       | Năm sinh | Chức vụ                                                                                                  |
| --- | ----------------------------- | -------- | --- |
| 1   | Bùi Thị Minh Hoài             | 1965     | Ủy viên Bộ Chính trị, Bí thư Thành ủy, Trưởng đoàn đại biểu Quốc hội khóa XV thành phố Hà Nội            |
| 2   | Trần Sỹ Thanh                 | 1971     | Ủy viên Trung ương Đảng, Phó Bí thư Thành ủy, Chủ tịch UBND Thành phố Hà Nội                             |
| 3   | Nguyễn Văn Phong              | 1968     | Phó Bí thư Thường trực Thành ủy                                                                          |
| 4   | Nguyễn Ngọc Tuấn              | 1966     | Phó Bí thư Thành ủy, Chủ tịch HĐND Thành phố, Phó Trưởng đoàn đại biểu Quốc hội khóa XV thành phố Hà Nội |
| 5   | Phùng Thị Hồng Hà             | 1971     | Phó Chủ tịch Thường trực HĐND Thành phố Hà Nội                                                           |
| 6   | Lê Hồng Sơn                   | 1964     | Phó Chủ tịch Thường trực UBND Thành phố Hà Nội                                                           |
| 7   | Hoàng Trọng Quyết             | 1964     | Chủ nhiệm Ủy ban Kiểm tra Thành ủy Hà Nội                                                                |
| 8   | Bùi Huyền Mai                 | 1975     | Phó Chủ tịch thường trực UBMTTQ Việt Nam Thành phố Hà Nội                                                |
| 9   | Nguyễn Doãn Toản              | 1971     | Trưởng ban Tuyên giáo và Dân vận Thành ủy Hà Nội                                                         |
| 10  | Đỗ Anh Tuấn                   | 1971     | Trưởng ban Nội chính Thành ủy                                                                            |
| 11  | Nguyễn Lan Hương              | 1968     | Chủ tịch UBMTTQ Việt Nam Thành phố Hà Nội                                                                |
| 12  | Nguyễn Trọng Đông             | 1969     | Phó Chủ tịch UBND Thành phố Hà Nội                                                                       |
| 13  | Dương Đức Tuấn                | 1967     | Phó Chủ tịch UBND Thành phố Hà Nội                                                                       |
| 14  | Hà Minh Hải                   | 1969     | Trưởng ban Tổ chức Thành ủy                                                                              |
| 15  | Trung tướng Nguyễn Thanh Tùng | 1968     | Giám đốc Công an thành phố                                                                               |

## Ban Chấp hành Đảng bộ thành phố
1. Bùi Thị Minh Hoài SN 1965 - Ủy viên Bộ Chính trị, Bí thư Thành ủy, Trưởng đoàn ĐBQH thành phố Hà Nội, Bí thư Đảng ủy Bộ Tư lệnh Thủ đô [17]
2. Trần Sỹ Thanh SN 1971 - Ủy viên Trung ương Đảng, Phó Bí thư Thành ủy, Chủ tịch UBND Thành phố Hà Nội
3. Nguyễn Văn Phong SN 1968 - Phó Bí thư thường trực Thành ủy [18]
4. Nguyễn Ngọc Tuấn SN 1966 - Phó Bí thư Thành ủy, Chủ tịch Hội đồng Nhân dân Thành phố
5. Hoàng Trọng Quyết SN 1964 - Ủy viên Ban Thường vụ Thành ủy, Chủ nhiệm Ủy ban Kiểm tra Thành ủy
6. Nguyễn Lan Hương SN 1968 - Ủy viên Ban Thường vụ Thành uỷ, Chủ tịch Ủy ban MTTQ Thành phố
7. Phùng Thị Hồng Hà SN 1971 - Ủy viên Ban Thường vụ Thành ủy, Phó Chủ tịch thường trực HĐND Thành phố
8. Lê Hồng Sơn SN 1964 - Ủy viên Ban Thường vụ Thành ủy, Phó Chủ tịch thường trực UBND Thành phố
9. Nguyễn Doãn Toản SN 1971 - Ủy viên Ban Thường vụ Thành ủy, Trưởng ban Tuyên giáo và Dân vận Thành uỷ
10. Bùi Huyền Mai SN 1975 -  Ủy viên Ban Thường vụ Thành ủy, Phó Chủ tịch thường trực UBMTTQ Việt Nam Thành phố [19]
11. Nguyễn Trọng Đông SN 1969 -  Ủy viên Ban Thường vụ Thành ủy, Phó Chủ tịch UBND Thành phố
12. Đỗ Anh Tuấn SN 1971 - Ủy viên Ban Thường vụ Thành ủy, Trưởng ban Nội chính Thành ủy [20]
13. Dương Đức Tuấn SN 1967 - Ủy viên Ban Thường vụ Thành ủy, Phó Chủ tịch UBND Thành phố
14. Trung tướng Nguyễn Thanh Tùng SN 1968 - Ủy viên Ban Thường vụ Thành ủy, Giám đốc Công an Hà Nội
15. Hà Minh Hải SN 1969 - Ủy viên Ban Thường vụ Thành ủy, Trưởng ban Tổ chức Thành ủy [21]
16. Thiếu tướng Đào Văn Nhận SN 1970 - Thành ủy viên, Tư lệnh Bộ Tư lệnh Thủ đô Hà Nội
17. Trương Việt Dũng SN 1980 - Thành ủy viên, Phó Chủ tịch UBND Thành phố [22]
18. Lê Ngọc Anh SN 1972 - Thành ủy viên, Viện trưởng Viện Nghiên cứu phát triển kinh tế - xã hội Hà Nội
19. Phạm Quý Tiên SN 1968 - Thành ủy viên, Phó Chủ tịch HĐND Thành phố
20. Trần Đức Hải SN 1975 - Thành ủy viên, Bí thư Đảng ủy, Chủ tịch HĐND xã Hương Sơn
21. Nguyễn Phi Thường SN 1971 - Thành ủy viên, Giám đốc Sở Xây dựng
22. Trần Thế Cương SN 1973 - Thành ủy viên, Giám đốc Sở Giáo dục và Đào tạo
23. Trần Thị Phương Hoa SN 1975 - Thành ủy viên, Bí thư Đảng ủy, Chủ tịch HĐND phường Cầu Giấy
24. Trần Anh Tuấn SN 1977 - Thành ủy viên, Giám đốc Sở Khoa học và Công nghệ
25. Đường Hoài Nam SN 1969- Thành ủy viên, Bí thư Quận ủy, Chủ tịch HĐND phường Việt Hưng
26. Trần Đức Hoạt SN 1971 - Thành ủy viên, Chánh Thanh tra Thành phố
27. Nguyễn Xuân Lưu SN 1969 - Thành ủy viên, Giám đốc Sở Tài chính
28. Nguyễn Quang Hiếu SN 1968 - Thành ủy viên, Bí thư Quận ủy, Chủ tịch HĐND phường Từ Liêm
29. Trần Đình Cảnh SN 1974 - Thành ủy viên, Giám đốc Sở Nội vụ
30. Nguyễn Thanh Xuân SN 1974 - Thành ủy viên, Bí thư Đảng ủy, Chủ tịch HĐND phường Hà Đông
31. Lê Kim Anh SN 1975 - Thành ủy viên, Chủ tịch Hội Liên hiệp Phụ nữ Thành phố
32. Lê Anh Quân SN 1967 - Thành ủy viên, Phó Trưởng ban Nội chính Thành ủy
33. Vũ Đăng Định SN 1976 - Thành ủy viên, Bí thư Đảng ủy, Chủ tịch HĐND phường Hoàn Kiếm
34. Nguyễn Văn Thắng SN 1979 - Thành ủy viên, Bí thư Đảng ủy, Chủ tịch HĐND phường Chương Mỹ
35. Võ Nguyên Phong SN 1969 - Thành ủy viên, Giám đốc Sở Công thương
36. Ngô Anh Tuấn SN 1965 - Thành ủy viên, Giám đốc Sở Tư pháp
37. Nguyễn Ngọc Việt SN 1981 - Thành ủy viên, Bí thư Đảng ủy, Chủ tịch HĐND phường Đống Đa
38. Phạm Thị Thanh Mai 1975 - Thành ủy viên, Phó Chủ tịch HĐND TP Hà Nội
39. Nguyễn Doãn Hoàn 1967 - Thành ủy viên, Bí thư Đảng ủy, Chủ tịch HĐND xã Phúc Thọ
40. Nguyễn Anh Tuấn 1967 - Thành ủy viên, Bí thư Đảng ủy, Chủ tịch HĐTV Tổng Công ty Điện lực Hà Nội
41. Nguyễn Trúc Anh 1974 - Thành ủy viên, Bí thư Đảng ủy, Chủ tịch HĐND xã Sơn Đồng
42. Nguyễn Việt Hà 1979 - Thành ủy viên, Bí thư Đảng ủy, Chủ tịch HĐND xã Gia Lâm
43. Vũ Thu Hà 1972 - Thành ủy viên, Phó Chủ tịch UBND Thành phố
44. Nguyễn Chí Lực 1973 - Thành ủy viên, Phó Chủ nhiệm thường trực Ủy ban Kiểm tra Thành ủy
45. Phạm Hải Hoa 1974 - Thành ủy viên, Chủ tịch Hội Nông dân Thành phố
46. Bạch Liên Hương 1975 - Thành ủy viên, Giám đốc Sở Văn hóa và Thể thao.
47. Chu Hồng Minh 1984 - Thành ủy viên, Bí thư Đảng ủy, Chủ tịch HĐND phường Hai Bà Trưng
48. Nguyễn Mạnh Quyền 1975 - Thành ủy viên, Phó Chủ tịch UBND Thành phố
49. Nguyễn Hồng Sơn 1972 - Thành ủy viên, Bí thư Đảng ủy, Chủ tịch HĐND phường Nghĩa Đô
50. Nguyễn Thanh Sơn - Thành ủy viên, Bí thư Đảng ủy Khối các trường Đại học, Cao đẳng Hà Nội
51. Lê Minh Đức 1977 - Thành ủy viên, Bí thư Đảng ủy, Chủ tịch HĐND xã Thạch Thất
52. Phạm Quang Thanh 1981 - Thành ủy viên, Bí thư Đảng ủy, Chủ tịch HĐND phường Ba Đình
53. Nguyễn Xuân Đại 1973 - Thành ủy viên, Giám đốc Sở Nông nghiệp và Môi trường
54. Bùi Thị Thu Hiền 1977 - Thành ủy viên, Bí thư Đảng ủy, Chủ tịch HĐND xã Vân Đình
55. Vũ Hà 1977 - Thành ủy viên, Phó Trưởng ban Tuyên giáo và Dân vận Thành ủy.
56. Nguyễn Anh Dũng 1976 - Thành ủy viên, Bí thư Đảng ủy, Chủ tịch HĐND xã Đông Anh